# Тал-кали
Талкали — (чеч.ТIалкхелли «Звёздное поселение») историко-архитектурный замковый комплекс, датируемый XIV—XVI веками. Располагается в Чеченской Республике в Итум-Калинском районе, село Тазбичи, хутор Талкали.
Селение расположено на небольшой пологой террасе. В средних века являлся укреплённым замковым комплексом.
Руины башен в местечке Талкали находятся в 1,5—2 км южнее Шулкага и несколько выше. Здесь сохранились руины четырёх жилых башен. Одна из них, находящаяся в северо-восточной части посёлка, имеет сохранившийся квадратный опорный столб. Небольшая терраса где находится поселок, вверх на север и вниз на юг переходит в крутой склон горы. С запада к посёлку подходит большой овраг, который применяется под огороды, на краю этого оврага и расположено селение.
Застройка очень плотная — все постройки почти впритык примыкали друг к другу. Застройка с западным направлением.
Со стороны оврага сооружены подпорные стенки, которые усиливали оборону селения снизу и предохраняли террасу от оползней. Дверные проёмы в башни были размещены на западных стенах, то есть со стороны оврага, что увеличивало оборонительные качества башенного комплекса. Родники находятся выше по склону. Башенный поселок Талкали — образец маленькой крепости, расположенной высоко в горах, с близким размещением башен на краю оврага.